# Кавказский зубр
Кавказский зубр или домбай (лат. Bison bonasus caucasicus) — подвид европейского зубра, до 1927 года обитавший в лесах северо-западной части Главного Кавказского хребта. Отличался от равнинного зубра несколько меньшими размерами, а также более тёмной и курчавой шерстью и характерным изгибом рогов.

## Снижение численности

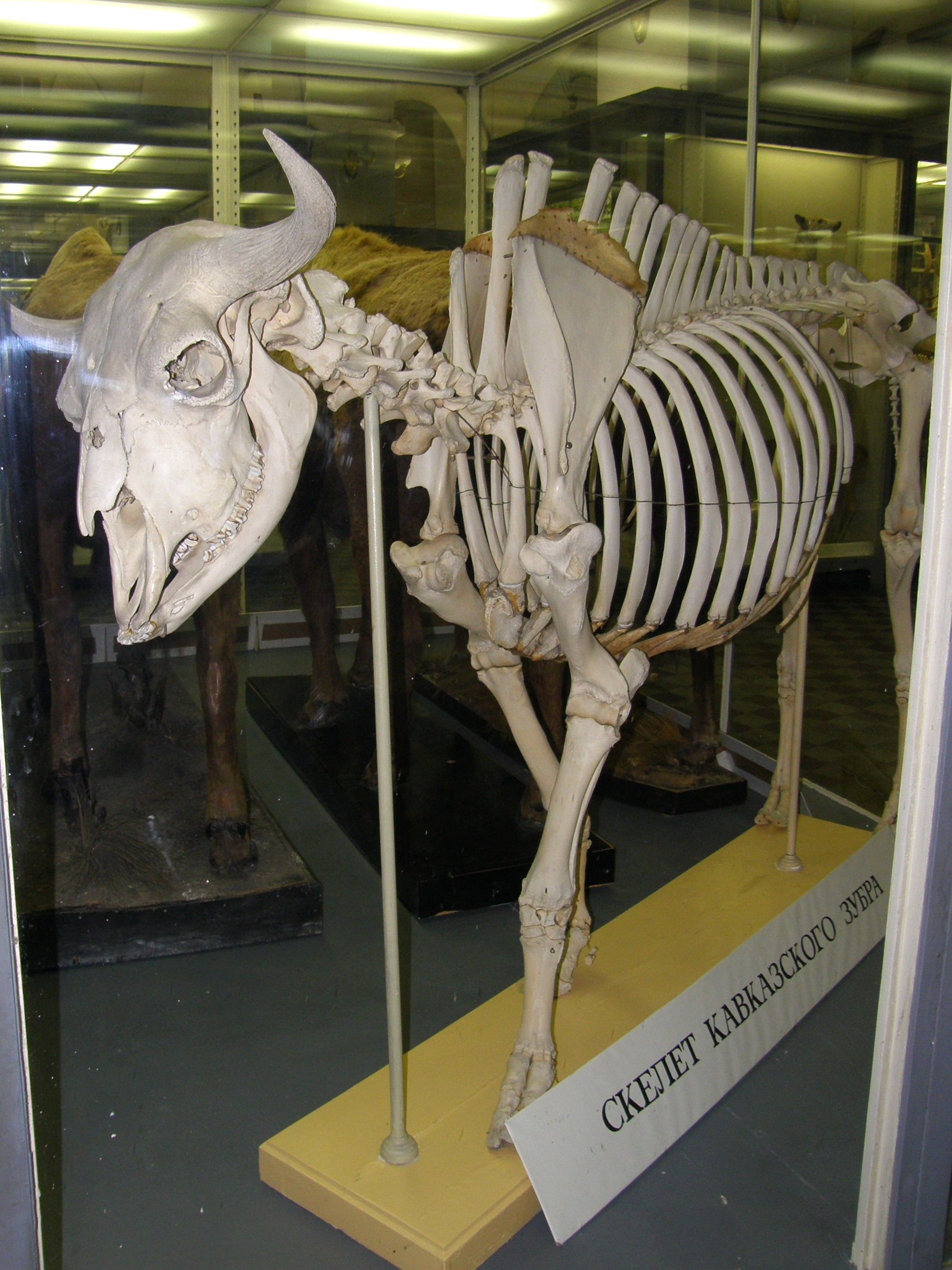
Скелет кавказского зубра

Этот подвид был истреблён человеком. Некогда домбаи жили в лесах от Предкавказья до Северного Ирана. К середине XIX столетия сохранились только около 2000 по левым притокам Кубани. Численность неуклонно снижалась вследствие сокращения пригодных для них местообитаний, болезней и прямого истребления людьми. После первой мировой войны оставалось не более 500 зубров. Летом 1927 года произошёл точно установленный факт браконьерского отстрела пастухами последних зубров на горе Алоус. Поиски этих зверей в самых отдалённых урочищах успеха не имели. Так горный подвид зубра исчез с лица земли. В стране остался лишь один помесный зубр — помесь от скрещивания самца кавказского зубра и самки беловежского, получить производителей из зарубежных зоопарков не представлялось возможным, потому пришлось приступить к разведению гибридных животных. 

## Восстановление
Первым в СССР селекцией зубров занялся в 1921 году Б. К. Фортунатов в Аскании-Нова. Оттуда были взяты один самец и четыре самки зубробизона, которых летом 1940 года завезли в Кавказский заповедник. Они хорошо акклиматизировались и их потомство заняло экологическую нишу кавказского зубра. Работы по селекции и переводу горных зубров на вольный выпас возглавил зоотехник С. Г. Калугин, который посвятил этой программе много лет. Вплоть до 1960-х годов их скрещивали с беловежско-кавказскими зубрами, сохранившимися в некоторых зоопарках мира. Имя С. Г. Калугина дорого многим работникам заповедника. Кроме других мероприятий, под его руководством организовывались экспедиции по вывозу отбракованных самцов-зубров из заповедника, не нужных для воспроизведения. Их отправляли в 1950 году в зоопарки Ростова-на-Дону и Риги. «Мы с Калугиным С. Г. и охраной заповедника, — вспоминает Архангельский К. Г., — спускали в клетках с гор этих диких быков, весом около тонны каждый, на воловьих упряжках, поддерживаемых нами на растяжках вручную, чтобы клетки, чего доброго, не свалились при спуске их с круч и не искалечили этот живой товар, стоимость которого оценивалась в золоте. Это была тоже своеобразная эпопея, возвращавшая нас своей дикостью и примитивностью к скифским временам! Разве можно забыть такое!»
К середине 1980-х годов число зубров на Западном Кавказе приблизилось к 1300, что составляло 80 % их поголовья в Советском Союзе. За 35 лет они освоили угодья на высотах от 470 до 2900 м. Большинство из них проводит лето у верхней границы леса, иногда поднимаясь до линии вечных снегов, а на зиму основная масса животных откочёвывает в малоснежные предгорья.
В 2019 году в Исмаиллинский заповедник в Азербайджане были выпущены первые четыре из двенадцати разведённых для этих целей гибридных зубров, полученных из зоопарков Франции и Бельгии. Остальные были выпущены в дикую природу после периода адаптации. К концу 2020 года популяция зубров в заповеднике выросла до 19 особей.

## Популяции зубров на Кавказе
В настоящее время в Кавказском заповеднике и на смежной территории живут зубры, внешне почти не отличимые от некогда обитавших здесь аборигенных. За полвека они приобрели способность к жизни в сильнопересечённой местности. До наших дней не сохранились равнинные леса, где зубры, по-видимому, проводили зиму, поэтому миграции животных ограниченны. Около трети зубров живёт оседло, остальные совершают регулярные сезонные кочёвки, причём в малоснежные зимы они уходят вниз за 30—40 км от своих летних пастбищ. Случающиеся раз в 4—8 лет тяжёлые зимовки вызывают массовую гибель травоядных, в том числе и зубров. Если в обычные зимы гибель зубров не превышает 7 % их общей численности, то в суровые годы гибнет 12—20 %. Наибольшие потери несут зубры, обитающие в долине Малой Лабы, где они в зимнее время отрезаны от малоснежных районов труднопроходимыми хребтами. 